# Punch block
Un bloque de punzonamiento (en inglés punch block) es un tipo de conexión eléctrica utilizado en telefonía. Se nombra de esa manera debido a que los alambres de cobre sólido se conectan a ranuras cortas con un sonido similar a la onomatopeya "punch". Estas ranuras son conocidas como conectores de desplazamiento de aislamiento y generalmente están colocadas a lo ancho de una barra plástica aislante. Contienen un par de navajas metálicas que cortan el aislante del alambre a medida que se inserta en la ranura. Asimismo, estas navajas mantienen al alambre en posición y hacen contacto eléctrico con él.
Se utiliza una herramienta de punzonamiento para insertar el alambre firme y propiamente dentro de la ranura. Algunas herramientas cortarán el exceso de cable.
Los bloques de punzonamiento son muy rápidos y sencillos para conectar alambrados, pues no se quita el aislante de los alambres de forma manual y no hay tornillos que aflojar o apretar. Estos bloques se utilizan frecuentemente como paneles de conexiones o cajas de interconexión para PBX u otros sistemas de telefonía conmutada con conectores RJ-21 de 21 pines. Ocasionalmente se utilizan en otras aplicaciones de reproducción de audio, como en paneles de conmutación reconfigurables.

## Imágenes

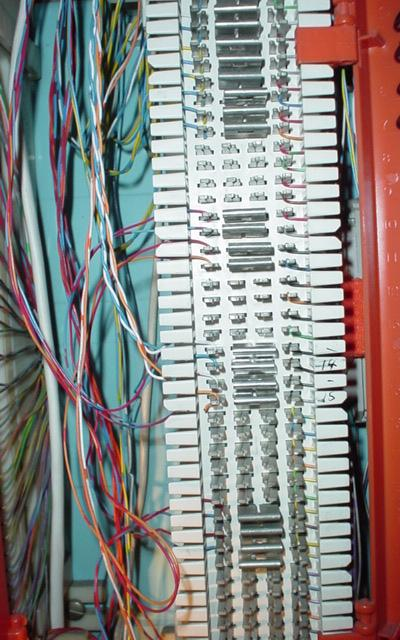
Un bloque 50 m con clips.
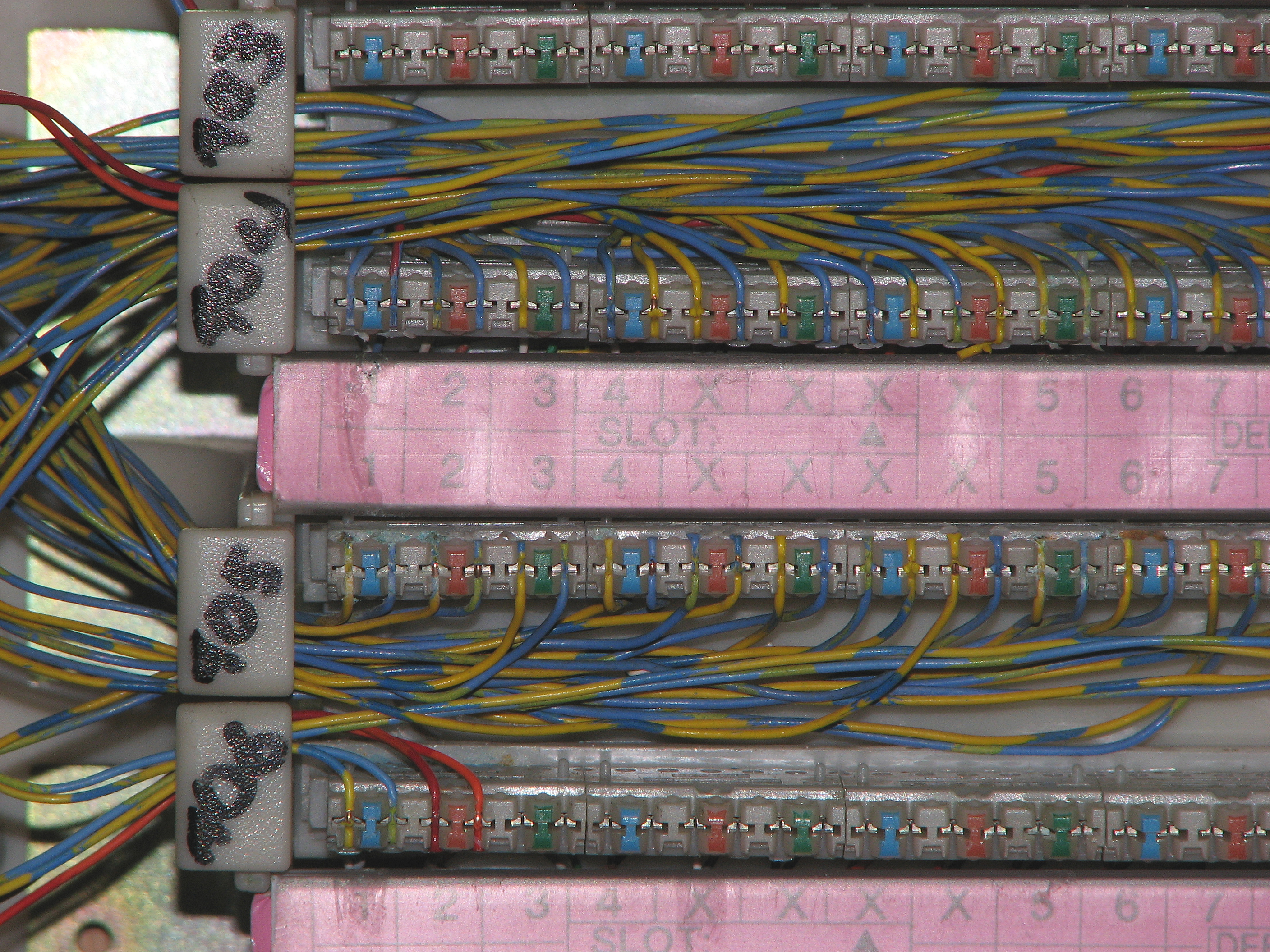
Un punch block 110.